# SC Erfurt 1895
Der SC Erfurt 1895 war ein Fußballverein aus Erfurt, der von 1895 bis 1945 Bestand hatte. Der SC Erfurt war 1900 Gründungsmitglied des DFB und ein Pionier der Fußballbewegung im Thüringer Raum.

## Vereinsgeschichte
Der Verein wurde am 25. Mai 1895 als Cricket Club Erfurt gegründet und ein Jahr später in SC Erfurt 1895 umbenannt. 1904 trat der Verein dem Verband Mitteldeutscher Ballspiel-Vereine (VMBV) bei. Am 28. Januar 1900 nahm ein Vertreter des Vereins an der Gründungsversammlung des Deutschen Fußball-Bunds teil, der damit zu den Gründungsmitgliedern des DFB zählt. Die Mitgliederzahl des Vereins stieg von 50 im Jahr 1900 auf 419 im Jahr 1914 und erreichte Anfang der 20er Jahre die 1000er-Marke. 1927 war der SC Erfurt mit 1256 Mitgliedern der zweitgrößte Verein im VMBV. Der Verein trug seine Spiele hauptsächlich im Sportpark Cyriaksburg an der Zitadelle Cyriaksburg auf dem heutigen egapark-Gelände aus. Der Sportplatz verfügte über eine Holztribüne mit 600 Sitzplätzen.
Als nach dem Zweiten Weltkrieg aufgrund der Direktive Nr. 23 des Alliierten Kontrollrats der Besatzungsmächte alle Sportvereine zum 1. Januar 1946 aufgelöst werden mussten, traf dies auch den SC Erfurt 1895. Auf dessen Tradition beruft sich heute der FC Rot-Weiß Erfurt.

## Sportlicher Werdegang
Die Mitteldeutsche Fußballmeisterschaft 1908/09 konnte der SC Erfurt durch einen 5:4-Erfolg gegen den VfL Halle am 9. Mai 1909 für sich entscheiden und sich so für die Deutsche Fußballmeisterschaft 1908/09 qualifizieren. In der Endrunde um die Deutsche Fußballmeisterschaft erreichte der SC das Halbfinale, in welchem der SC am 23. Mai 1909 dem späteren Meister FC Phönix Karlsruhe mit 9:1 (3:0) unterlag. In den Spielzeiten 1909/10, 1910/11, 1911/12, 1913/14, 1916/17, 1917/18, 1923/24, 1926/27, 1931/32 und 1932/33 wurde der SC Meister der Gauliga Nordthüringen, was ihn jeweils für die Mitteldeutsche Fußballmeisterschaft qualifizierte, wo 1910 das Finale und mehrmals das Halbfinale erreicht wurde.
Mit der Einführung der reichsweiten Gauligen zur Saison 1933/34 qualifizierte sich der SC für die neu gebildete Gauliga Mitte, aus der der Verein nachfolgend mehrmals ab- und wiederaufstieg. Von 1933 bis zur Auflösung 1945 erreichte der SC folgende Ligaplatzierungen:
| Liga                            | Platzierung        |
| ------------------------------- | ------------------ |
| Gauliga Mitte 1933/34           | 6                  |
| Gauliga Mitte 1934/35           | 7                  |
| Gauliga Mitte 1935/36           | 10                 |
| Bezirksklasse Thüringen 1936/37 | 1                  |
| Gauliga Mitte 1937/38           | 10                 |
| Bezirksklasse Thüringen 1939/40 | 3                  |
| 1. Klasse Thüringen 1940/41     | 1                  |
| Gauliga Mitte 1941/42           | 5                  |
| Gauliga Mitte 1943/44           | 3                  |
| Gauliga Mitte 1944/45           | Saison abgebrochen |

## Erfolge
- Meister des Verbandes Mitteldeutscher Ballspiel-Vereine 1908
- Halbfinale der Deutschen Fußballmeisterschaft 1908/09
- Meister Gauliga Nordthüringen